# Réalville
Réalville (okzitanisch: Realvila) ist eine französische Gemeinde mit 1.867 Einwohnern (Stand: 1. Januar 2022) im Département Tarn-et-Garonne in der Region Okzitanien. Réalville gehört zum Arrondissement Montauban und zum Kanton Quercy-Aveyron. Die Einwohner werden Réalvillois genannt.

## Geographie
Réalville liegt am Fluss Lère (hier Lère Morte genannt), der im südwestlichen Ende der Gemeinde in den Aveyron mündet. Umgeben wird Réalville von den Nachbargemeinden Saint-Vincent-d’Autéjac im Norden, Caussade im Nordosten, Bioule im Osten und Südosten, Cayrac im Süden, Albias im Südwesten sowie Mirabel im Westen.
Durch die Gemeinde führe die Autoroute A20 und die frühere Route nationale 20 (heutige D820).

## Geschichte
Die Bastide Réalville wurde 1311 von Philipp IV. gegründet. Bereits 1130 wurde hier das Kloster Saint-Marcel gegründet (ab 1175 Zisterzienserkloster, um 1596 zerstört und 1607 wieder aufgebaut), wohl 1790 geschlossen und später beseitigt. Heute steht an dieser Stelle ein 1870 errichtetes Schloss.

### Fremdarbeiter in Réalville
Als im Zuge der republikanischen Niederlage im Spanischen Bürgerkrieg Hunderttausende Spanier in den Süden Frankreichs flohen (siehe: Retirada), entstanden innerhalb kurzer Zeit riesige Lager für die Internierung dieser Flüchtlinge, unter anderem auch das Camp de Septfonds. Die französischen Behörden nutzten vor und nach dem Waffenstillstand von Compiègne (1940) das Arbeitskräftepotential der internierten Männer, um diese zur Zwangsarbeit zu verpflichten.
Im Zuge dieser Entwicklung entstanden zunächst Compagnies de Travailleurs Étrangers (CTE, Fremdarbeiterkompagnien), die später unter dem Vichy-Regime in Groupes de Travailleurs Étrangers (GTE) umbenannt wurden. Im Camp de Septfonds wurden 1940 mehrere GTE gegründet, darunter auch die GTE 533. Diese Einheit wurde ai April 1942 nach Réalville verlegt.
Es gibt bislang keine Hinweise darauf, wo diese Einheit vor Ort untergebracht war und zu welchen Arbeiten ihre Angehörigen eingesetzt wurden. Die von der Fondation pour la Mémoire de la Déportation (FMD) veröffentlichten Zahlen zeigen aber, dass es eine größere Anzahl Menschen war, die damals in Réalville interniert waren:
- 16. August 1942: 760 Travailleurs Étrangers (TE), davon 503 Spanier, 65 Deutsche und 57 Österreicher
- 1. November 1942: 552 Travailleurs Étrangers
- Mai/Juni 1943: 2400 Travailleurs Étrangers

Am 26. August 1942 fand im gesamten Departement eine Razzia unter der jüdischen Bevölkerung statt. Ihr fielen auch Angehörige der GTE 533 zum Opfer, die über die Zwischenstationen Camp de Septfonds und Sammellager Drancy nach Auschwitz deportiert wurden.
Im September 1942 fand eine Ablösung (détachement) nach Montpezat-de-Quercy statt. Wie viele der GTE-Angehörigen davon betroffen waren, ist ebenso ungeklärt wie der zuvor schon erwähnte beträchtliche Zuwachs im Mai/Juni 1943 sowie die Auflösung der GTE.

### Bevölkerungsentwicklung
| 1962                       | 1968 | 1975 | 1982 | 1990 | 1999 | 2006 | 2017 |
| -------------------------- | ---- | ---- | ---- | ---- | ---- | ---- | ---- |
| 1265                       | 1302 | 1433 | 1421 | 1475 | 1541 | 1725 | 1910 |
| Quellen: Cassini und INSEE |      |      |      |      |      |      |      |

## Sehenswürdigkeiten

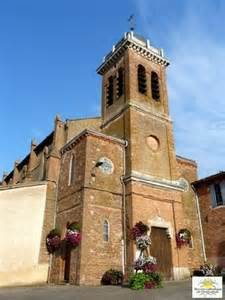
Kirche Saint-Jean-Baptiste

- historischer Ortskern (Fassaden weitgehend als Monument historique geschützt)
- Kirche Saint-Jean-Baptiste
- Taubenschlag, Monument historique
- Schloss Lastours, Monument historique
- Domäne Les Contines de Las Barros, Monument historique
- Nekropole du Camp d'Alba an der Chemin de Fittes im Norden von Réalville

## Persönlichkeiten
- Étienne Roda-Gil, auch: Esteve Roda Gil (1941–2004), Schriftsteller und Anarchist